# Маклин, Лорен
Лорен Стайн Маклин (англ. Lauren Stein McLean; род. 20 октября 1974 года, Бостон) — американский государственный деятель. Действующий мэр Бойсе, административного центра штата Айдахо. С 2011 по 2019 год была членом городского совета Бойсе, а с 2017 по 2019 год занимала должность председателя городского совета. В 2019 году одержала победу на мэрских выборах над Дейвом Битером.

## Биография
Родилась в Бостоне (штат Массачусетс), выросла в Хьюстоне (штат Техас) и Казеновии (штат Нью-Йорк). В 1997 году получила степень бакалавра гуманитарных наук в Университете Нотр-Дам и степень магистра государственного управления в области экологической политики в Университете штата Айдахо в Бойсе в 2001 году.
Входит в состав Совета управляющих Центра государственной политики Андруса при Университете штата Айдахо в Бойсе. Она также является членом Ассоциации городского планирования и зонирования города Бойсе и Комиссии по паркам города Бойсе.
В 2019 году стала кандидатом на выборах мэра Бойсе, баллотируясь против действующего мэра Дейва Битера и бывшего мэра Брента Коулза. Поскольку ни Дейв Битер, ни Лорен Маклин не преодолели 50-процентный порог голосов, необходимый для победы, они оба вышли во второй тур выборов, состоявшемся 3 декабря 2019 года. Лорен Маклин одержала победу, получив 65,5 % голосов против 34,5 % у Дейва Битера. Должность мэра является беспартийной, хотя Лорен Маклин является зарегистрированным членом Демократической партии.
Лорен Маклин — первая женщина, избранная на должность мэра Бойсе, и вторая женщина на этой должности после Кэролайн Тертелинг-Пейн, которая была исполняющей обязанности с 2003 по 2004 год. Маклин вступила в должность мэра 7 января 2020 года.

## Личная жизнь
У Лорен Маклин и её мужа Скотта двое детей.